# Culciu Mare, Satu Mare
Culciu Mare (în maghiară Nagykolcs) este satul de reședință al comunei Culciu din județul Satu Mare, Transilvania, România.

## Așezarea geografică
În centrul județului Satu Mare, pe DJ 193, la o distanță de 15 km față de municipiul Satu Mare.

## Istoric
Prima atestare documentară este din anul 1279, iar satul aparținea familiei Kóch și Tussay. În 1321, Péter Kóch și-a pierdut proprietatea din cauza infidelității. Culciu Mare, care la acea vreme era numit și Paplan Kolchya, a fost dat famililor Csomaközi și Bagossy.
Familia Csomaközi a jucat cel mai important rol în secolul al XVIII-lea, care l-a păstrat până la sfârșitul secolului al XIX-lea, când acest rol a fost preluat de familia Bagossy. Aici aveau proprietăți și familiile Schuller, Darvay, Diószeghy și Pál, pe lângă familia Bagossy.
În 1882, jumătate din moșiile Bagossy au fost moștenite de Ágoston Szerdahelyi.
La începutul anilor 1900, proprietarul mai mare era Emil Böszörményi. După Tratatul de la Trianon, satul este anexat de Regatul României.

## Economie
Agricultura, prelucrarea lemnului, croitorie, balastieră, stație sortare balast, fabricare geamuri termopan, comerț și prestări servicii.

## Sursă
- Comitate și orașe din Ungaria: O monografie a Ungariei. O enciclopedie istorică, geografică, artistică, etnografică, militară și naturală, a condițiilor publice culturale și economice ale țărilor Coroanei Ungare. Ed. Samov Borovszky. Budapesta: Societatea Națională de Monografie. 1908